# Кафявогърл трипръст ленивец
Кафявогърлият трипръст ленивец (Bradypus variegatus), също кафявогръд ленивец, е вид бозайник от семейство Bradypodidae.

## Разпространение и местообитание
Разпространен е в Боливия, Бразилия, Венецуела, Еквадор, Колумбия, Коста Рика, Никарагуа, Панама, Перу и Хондурас.